# Sadovoje kolco
Sadovoje kolco (rusky Садовое кольцо) je ulice v Moskvě. Tvoří kruh (kolco) délky 16 km, který obchází historické jádro města.
Také se jedná o nejmenší z moskevských okružních komunikací. Sadovoje Kolco vzniklo na místě původního opevnění středověkého města (Zemljanoj val) v 19. století. Na začátku století minulého tu existovala tramvajová doprava, která později zmizela (nahradilo ji metro, jeho linka Kolcevaja). Od 60. let má Sadovoje Kolco podobu rušné městské třídy, denně tudy projedou desetitisíce automobilů.